# Biston sinitibetica
Biston sinitibetica là một loài bướm đêm trong họ Geometridae.